# Poecilmitis pelion
Poecilmitis pelion är en fjärilsart som beskrevs av Terence Dale Pennington 1954. Poecilmitis pelion ingår i släktet Poecilmitis och familjen juvelvingar. Inga underarter finns listade i Catalogue of Life.